# Rodolpho Barteczko
Rodolpho Barteczko, ismertebb nevén Patesko (Curitiba, 1910. november 12. – Rio de Janeiro, 1988. március 13.) korábbi lengyel származású brazil labdarúgócsatár.

## Pályafutása
1930 és 1943 között a Palestra Itália, a Força e Luz, a Nacional és a Botafogo csapatában játszott.
A Nacionallal 1933-ban megnyerte az uruguayi bajnokságot. 1935-ben a Carioca bajnokság győztese lett.
A brazil válogatottal részt vett az 1934-es és az 1938-as világbajnokságon.